# Jean Pio
Jean Frédéric Guillaume Emile Pio (ur. 1 lipca 1833 w Toksværd na Zelandii, zm. 12 stycznia 1884 w Kopenhadze) – duński pedagog, lingwista, folklorysta, wydawca bajek i opowiadań ludowych.

## Życiorys
Urodził się w Toksværd w Zelandii jako syn kapitana Wilhelma Pio i Anny Marii z domu Brix, w rodzinie duńskiej o korzeniach francuskich, Piou de Saint Gilles.
Uczęszczał do szkoły katedralnej w Roskilde, a następnie podjął studia filologiczne i historyczne, które ukończył w 1857 r.
W latach 1864–1865 odbył podróż do Grecji. Zapewne wtedy poznał swoją przyszłą żonę Elżbietę (ur. 24 czerwca 1846 w Kopenhadze, zm. 12 września 1905 w Odense), córkę Wilhelma Sponnecka, najbliższego doradcy króla Grecji Jerzego. Ożenił się z nią w Kopenhadze dnia 23 grudnia 1868.
Owocem jego greckich podróży był także zbiór greckich opowiadań ludowych, wydany w języku greckim w 1879 r.
Wydał również, w tłumaczeniu na 15 języków europejskich, w tym na język polski, “Opowieść o matce” Jana Christiana Andersena (1875).
Był znanym i cenionym nauczycielem i profesorem.
Z małżeństwa z Elżbietą Sponneck miał m.in. córkę Helenę (Ellen), zamężną z polskim ziemianinem Kazimierzem Ostaszewskim (1864-1948).
Jego brat, Louis Pio (1841-1894), był twórcą i założycielem socjaldemokratycznej partii Danii.